# Rumjana Spassowa
Rumjana Spassowa (bulgarisch Румяна Спасова; * 5. Februar 1989 in Sofia) ist eine ehemalige bulgarische Eiskunstläuferin.

## Werdegang
Spassowa trat zusammen mit Stanimir Todorow im Paarlauf an. Zusammen gewannen sie in dieser Disziplin dreimal die bulgarische Meisterschaft. Zudem nahmen sie als erstes bulgarisches Eiskunstlaufpaar an den Olympischen Winterspielen 2006 in Turin teil und belegten den 19. Platz.

## Wettkampfteilnahmen
| Saison    | [Kurzprogramm]                                                       | Kür                                            |
| --------- | -------------------------------------------------------------------- | ---------------------------------------------- |
| 2006–2007 | - Sentenced Souls (Bulgarischer Filmsoundtrack) von Dimitar Schterew | - Paso Doble Viva Espana von Hugo Strasser     |
| 2005–2006 | - Renaissance Medley (Modern Arrangement)                            | - Balkan Concept                               |
| 2004–2005 | - Renaissance Music                                                  | - Prince of Egypt (Soundtrack) von Hans Zimmer |
| 2001–2004 | - Speed (Soundtrack) von Mark Mancina                                | - Mary Poppins (Soundtrack)                    |

## Ergebnisse
(mit Todorow)
| Ergebnisse                                              | Ergebnisse    | Ergebnisse    | Ergebnisse    | Ergebnisse    | Ergebnisse    | Ergebnisse    |
| International                                           | International | International | International | International | International | International |
| Event                                                   | 2001–02       | 2002–03       | 2003–04       | 2004–05       | 2005–06       | 2006–07       |
| ------------------------------------------------------- | ------------- | ------------- | ------------- | ------------- | ------------- | ------------- |
| Olympia                                                 |               |               |               |               | 19.           |               |
| WM                                                      |               |               |               | 17.           | 15.           |               |
| EM                                                      |               |               |               | 12.           | 9.            |               |
| GP Cup of China                                         |               |               |               |               | 8.            |               |
| GP NHK Trophy                                           |               |               |               |               | 7.            | 9.            |
| GP Skate Canada                                         |               |               |               |               |               | 9.            |
| Nebelhorn                                               |               |               |               |               | 13.           | 8.            |
| Finlandia                                               |               |               | 5.            |               |               |               |
| Karl Schäfer                                            |               |               |               |               | 7.            |               |
| Golden Spin                                             |               |               | 5.            |               |               |               |
| International: Junioren                                 |               |               |               |               |               |               |
| Junioren-WM                                             |               | 16.           |               |               |               |               |
| JGP Germany                                             |               | 10.           |               |               |               |               |
| EYOF                                                    |               | 6.            |               |               |               |               |
| National                                                |               |               |               |               |               |               |
| Bulgarische Meisterschaft                               | 1. J.         | 1. J.         | 1.            | 1.            | 1.            |               |
| GP = Grand Prix; JGP = Junior Grand Prix; J. = Junioren |               |               |               |               |               |               |